# 克里斯蒂安鄉 (布拉索夫縣)

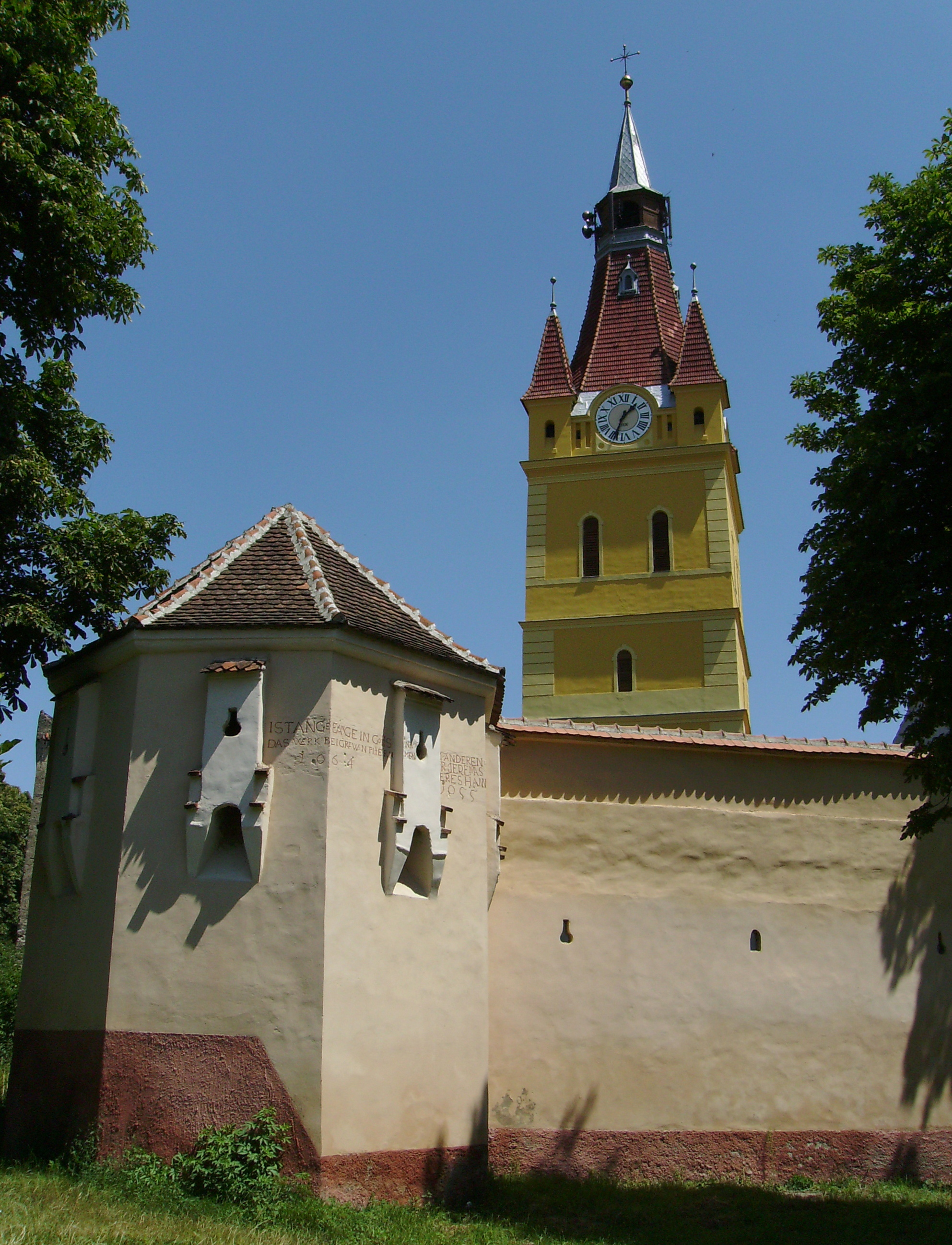

45°38′00″N 25°29′00″E / 45.6333°N 25.4833°E
克里斯蒂安鄉（羅馬尼亞語：Cristian, Brașov），是羅馬尼亞的鄉份，位於該國中部，由布拉索夫縣負責管轄，面積24平方公里，海拔高度594米，2007年人口4,300，人口密度每平方公里178人。